# George Furth
George Furth, all'anagrafe George Schweinfurth  (Chicago, 14 dicembre 1932 – Santa Monica, 11 agosto 2008) è stato un librettista, drammaturgo e attore statunitense.
È noto soprattutto per la sua collaborazione con il compositore Stephen Sondheim, per cui ha scritto i libretti dei musical Company (1970) e Merrily We Roll Along (1981) e con cui ha scritto il dramma Getting Away with Murder (1996). Per il libretto di Company ha vinto il Tony Award al miglior libretto di un musical.

## Filmografia

### Cinema
- L'amaro sapore del potere (The Best Man), regia di Franklin Schaffner (1964)
- Squadra d'emergenza (The New Interns), regia di John Rich (1964)
- Una ragazza da sedurre (A Very Special Favor), regia di Michael Gordon (1965)
- Smania di vita (A Rage to Live), regia di Walter Grauman (1965)
- Assassinio al terzo piano (Games), regia di Curtis Harrington (1967)
- Tammy and the Millionaire (1967), regia di Leslie Goodwins, Sidney Miller e Ezra Stone
- Come salvare un matrimonio e rovinare la propria vita (How to Save a Marriage and Ruin Your Life), regia di Fielder Cook (1968)
- Lo strangolatore di Boston (The Boston Strangler), regia di Richard Fleischer (1968)
- Butch Cassidy (Butch Cassidy and the Sundance Kid), regia di George Roy Hill (1969)
- Il caso Myra Breckinridge (Myra Breckinridge), regia di Michael Sarne (1970)
- Il dormiglione (Sleeper), regia di Woody Allen (1973)
- Mezzogiorno e mezzo di fuoco (Blazing Saddles), regia di Mel Brooks (1974)
- Shampoo, regia di Hal Ashby (1975)
- Norman... Is That You?, regia di George Schlatter (1976)
- Airport '77, regia di Jerry Jameson (1977)
- Bentornato Dio! (Oh, God!), regia di Carl Reiner (1977)
- La corsa più pazza d'America (The Cannonball Run), regia di Hal Needham (1980)
- Megaforce, regia di Hal Needham (1982)
- L'ospedale più pazzo del mondo (Young Doctors in Love), regia di Garry Marshall (1982)
- Ho perso la testa per un cervello (The Man with Two Brains), regia di Carl Reiner (1983)
- Goodbye Lover, regia di Roland Joffé (1998)
- Bulworth - Il senatore (Bulworth), regia di Warren Beatty (1998)

### Televisione
- Going My Way – serie TV, episodio 1x08 (1962)
- Sotto accusa (Arrest and Trial) – serie TV, episodio 1x01 (1963)
- I giorni di Bryan (Run for Your Life) – serie TV, episodi 1x20-2x08 (1966)
- I sentieri del west (The Road West) – serie TV, episodio 1x05 (1966)
- Honey West – serie TV, episodio 1x26 (1966)
- Squadra speciale anticrimine (The Felony Squad) – serie TV, episodio 2x04 (1967)
- Bonanza – serie TV, episodio 11x01 (1969)
- Happy Days – serie TV, episodio 2x23 (1975)
- Ellery Queen – serie TV, episodio 1x05 (1975)
- La casa nella prateria (Little House on the Prairie) – serie TV, episodio 2x13 (1976)
- La signora in giallo (Murder, She Wrote) – serie TV, episodi 3x18-6x06-9x05 (1987-1992)

## Doppiatori italiani
Nelle versioni in italiano delle opere in cui ha recitato, George Furth è stato doppiato da:
- Ferruccio Amendola in Butch Cassidy
- Franco Odoardi in Ellery Queen
- Arturo Dominici in Shampoo
- Franco Zucca in Happy Days
- Diego Michelotti in La casa nella prateria
- Elia Iezzi in Pattuglia recupero
- Rodolfo Traversa in La corsa più pazza d'America
- Elio Zamuto in Ho perso la testa per un cervello
- Luciano De Ambrosis in Doctor Detroit
- Toni Orlandi in La signora in giallo (ep. 3x18)
- Manlio Guardabassi in La signora in giallo (ep. 6x06)
- Pino Ferrara in La signora in giallo (ep. 9x05)